# Franz Borkenau

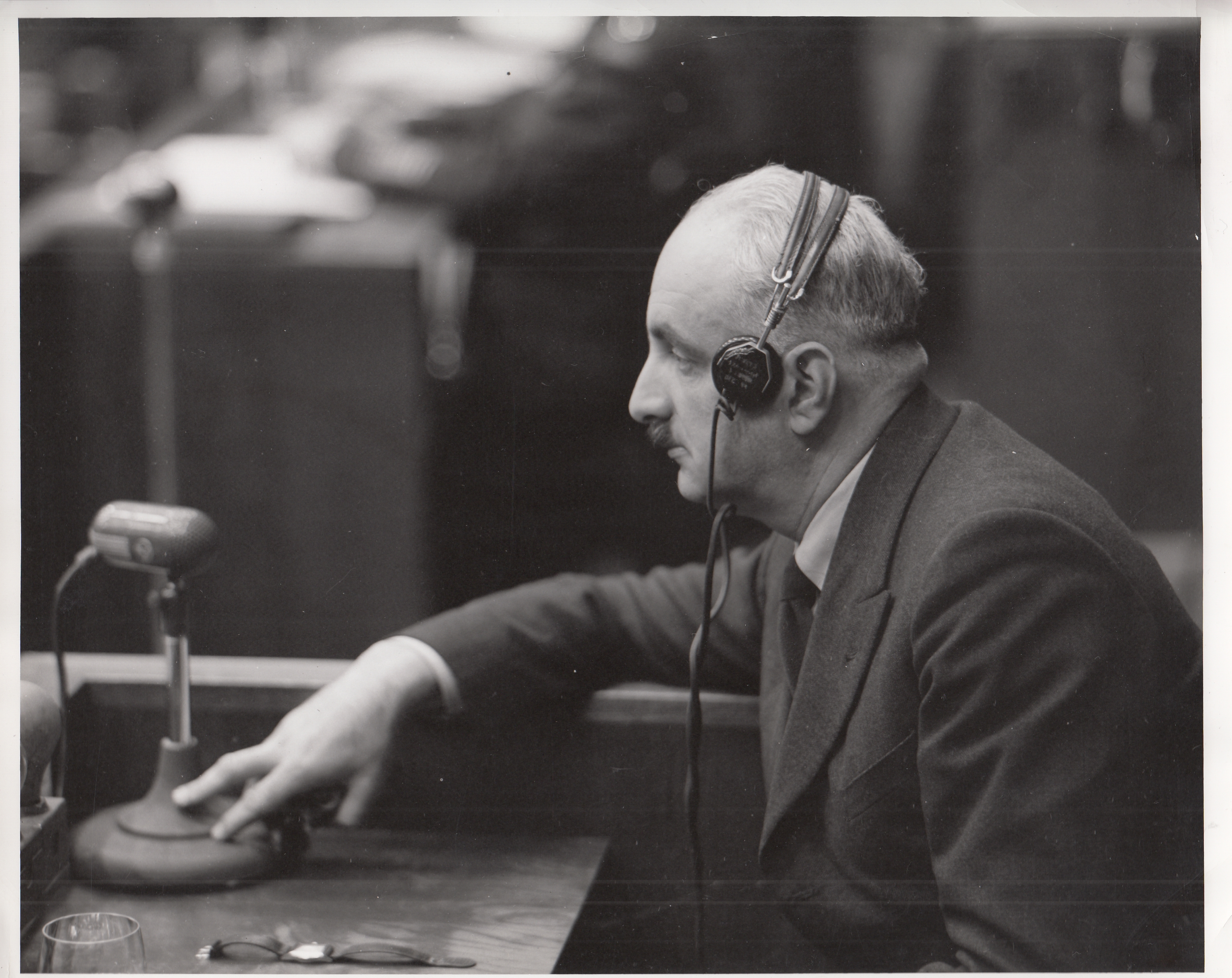
Franz Borkenau als Zeuge im Nürnberger Ärzteprozess 1946

Franz Borkenau (* 15. Dezember 1900 in Wien, Österreich-Ungarn; † 22. Mai 1957 in Zürich) war ein in Österreich, Deutschland und den USA wirkender Geschichtsphilosoph, Kulturhistoriker und Soziologe.

## Leben
Borkenau wurde auf den Namen Franz Carolus Richard Albert Pollack getauft. Er war der Sohn des Juristen Rudolf Pollack, dem im Laufe seines Lebens der Aufstieg zum Universitätsprofessor und zum Hofrat des Obersten Gerichtshofes Österreichs gelang, und dessen Ehefrau Melanie Pollack, geb. Fürth. Rudolf Pollack war, trotz seiner jüdischen Herkunft, katholisch getauft. Die Konversion zum christlichen Glauben sei zwar nicht per Gesetz, aber doch de facto erste Bedingung einer höheren Karriere in Österreich gewesen, schrieb rückblickend sein Sohn in seiner Geschichte Österreichs „Austria and after“. Für seinen Sohn strebte Rudolf Pollack eine militärische Karriere an, für die ihm der Nachname Pollack ungünstig erschien. Er erreichte, dass Franz von einer Großtante namens Borkenau adoptiert wurde und deren Nachnamen annehmen konnte. Anfangs führte er den Namen Borkenau-Pollack, auch seine Dissertationsschrift von 1924 verfasste er unter dem Doppelnamen, später erhielt er die Erlaubnis, den Zusatz „Pollack“ wegzulassen.
Von 1910 bis 1918 besuchte er das Wiener Schottengymnasium, wo er die Abiturprüfung mit Auszeichnung ablegte. In den letzten Kriegsmonaten wurde er zum Militär eingezogen, brauchte er aber nicht mehr aktiv am Kriegsgeschehen teilnehmen. Die von seinem Vater für ihn gewünschte Militärkarriere verweigerte er. Laut Richard Löwenthal wuchs Borkenau in leidenschaftlicher Rebellion gegen Eltern und Schule, Monarchie und Kirche auf. Er wurde eines der jüngsten Mitglieder der radikalen jugendkulturellen Gruppe um Siegfried Bernfeld. Aus dieser Bewegung gingen eine Reihe bekannter Psychoanalytiker hervor und eine Reihe kommunistischer Intellektueller, wie Ruth Fischer und ihr Bruder Gerhart Eisler.
Im Wintersemester 1918/19 nahm Borkenau ein Studium der Geschichte, der Politischen Ökonomie und der Philosophie an der Universität Wien auf, wechselte 1919 an die Universität Leipzig, kehrte 1921 für ein Semester nach Wien zurück und ging dann wieder nach Leipzig, wo er im Juli 1924 beim Mediävisten Alfred Dören zum Dr. phil. promoviert wurde. Bereits 1921 war er in die KPD eingetreten. Nach seiner Promotion wurde er 1924 in Berlin für die Kommunistischen Internationale (Komintern) tätig. Nach Angaben Löwenthals arbeitete er unter Leitung des ungarischen Emigranten Eugen Varga geheim im Gebäude der sowjetischen Botschaft. Die Abteilung war mit der Analyse der internationalen Entwicklung von Politik, Wirtschaft und Arbeiterbewegung befasst. Borkenaus Aufgabe sei das Studium der sozialdemokratischen Parteien gewesen, er habe dabei gelernt, Zeitungen in zehn verschiedenen Sprachen zu lesen. Gleichzeitig war er unter dem Decknamen „Wegner“ Reichsleiter der Kommunistischen Studentenfraktion (KoStuFra). Während dieser Tätigkeit lernte er Richard Löwenthal kennen, mit dem er lebenslang befreundet blieb.
Sein Konflikt mit der kommunistischen Parteilinie begann 1928, als die Komintern das Herannahen einer akut revolutionären Situation in der kapitalistischen Welt proklamierte und die Sozialdemokratie zum Hauptfeind erklärte und sie des Sozialfaschismus bezichtigte. Borkenau gehörte zu denen, die sich dieser Politik widersetzten. Als die „Abteilung Varga“ Ende 1928 von Berlin nach Moskau verlegt wurde, zog er es vor, in Berlin zu bleiben. Auch, um nicht in den innerparteilichen Kampf zwischen Stalin und dem Komintern-Vorsitzenden Bucharin hinein zu geraten. Er arbeitete noch ein weiteres Jahr im Westeuropäischen Büro der Komintern, das unter der Leitung Dmitri Sacharowitsch Manuilski ebenfalls seinen geheimen Sitz in Berlin hatte. Im Auftrag des Büros reiste er nach England, Belgien, Spanien und Norwegen, um über die Lage in diesen Ländern und ihren kommunistischen Parteien Bericht zu erstatten. Ende 1929 führte seine offene Stellungnahme gegen die KPD-Politik im Zuge einer „Säuberungswelle“ gegen Anhänger der sogenannten „Rechtsopposition“ um Heinrich Brandler zu seinem Parteiausschluss. Kurzzeitig schloss er sich der Kommunistischen Partei-Opposition (KPDO), löste sich aber bald wieder aus diesem Kreis.
1929 erhielt Borkenau vom Frankfurter Institut für Sozialforschung einen Forschungsauftrag oder ein Stipendium, er untersuchte die Grundformen des Entstehens des modernen Denkens. Resultat des Projekts war das Buch Der Übergang vom feudalen zum bürgerlichen Weltbild. Es entsprach, wegen seiner polit-ökonomischen Oberflächlichkeit, nicht den Erwartungen des Instituts und wurde erst mit einer zweijährigen Verspätung veröffentlicht, inzwischen wurde Deutschland nationalsozialistisch regiert und das Buch erschien in einem Pariser Verlag. Löwenthal berichtet, dass das Frankfurter Institut gleichzeitig mit dem Buch eine „bittere, doktrinäre Kritik“ dazu publizierte.
Nach der Machtergreifung durch die Nationalsozialisten verließ Borkenau (auch als sogenannter Halbjude bedroht) 1933 das Deutsche Reich und emigrierte über Wien und Paris nach London, wo er zu soziologischen und politischen Themen publizierte. Während seiner Zeit am Institut für Sozialforschung war er an der u. a. von Max Horkheimer geleiteten Studie über Autorität und Familie beteiligt, die 1936 in Paris erschien. Borkenau veröffentlichte seinen Beitrag über Autorität und Sexualmoral in der freien bürgerlichen Jugendbewegung unter dem Pseudonym Fritz Jungmann. 1936 unternahm er mitten im Spanien des Bürgerkrieges dessen politische Untersuchung und kritisierte danach entschieden den kommunistischen Terror gegenüber den (ebenfalls für die Republik und gegen den Franquismus kämpfenden) anarchistischen Syndikalisten. An den Universitäten London und Cambridge wirkte er als Dozent zum Themenbereich internationale Politik.
Nach Beginn des Zweiten Weltkrieges wurde er 1940 kurzzeitig interniert. 1943 war er für die BBC in London tätig und ab 1944 für die US-Armee als Angestellter unter anderem im Pressedienst. Im Nürnberger Ärzteprozess sagte er 1947 als Zeuge der Verteidigung für Wolfram Sievers aus.
1946 habilitierte Borkenau sich an der Universität Marburg für das Fach Mittlere und Neuere Geschichte, besonders Geschichte der Sozialtheorien. 1947 wurde er zum außerplanmäßigen Professor ernannt. Seit 1948 war er ständig beurlaubt wegen seiner Tätigkeit als Chief Research Consultant bei der Political Information Branch der Information Service Division Frankfurt. Danach wirke er als Redakteur der Zeitschrift Ostprobleme und freier Autor, auch in Paris, Rom und Zürich, wo er 1957 jäh verstarb. In dieser Zeit entstanden – auch in Auseinandersetzung mit Oswald Spengler und Arnold J. Toynbee – zahlreiche Manuskripte über Untergang und Anfänge von Hochkulturen, zumal der des Abendlandes, die erst postum von seinem Freund Richard Löwenthal herausgegeben wurden (Ende und Anfang).

## Schriften (Auswahl)

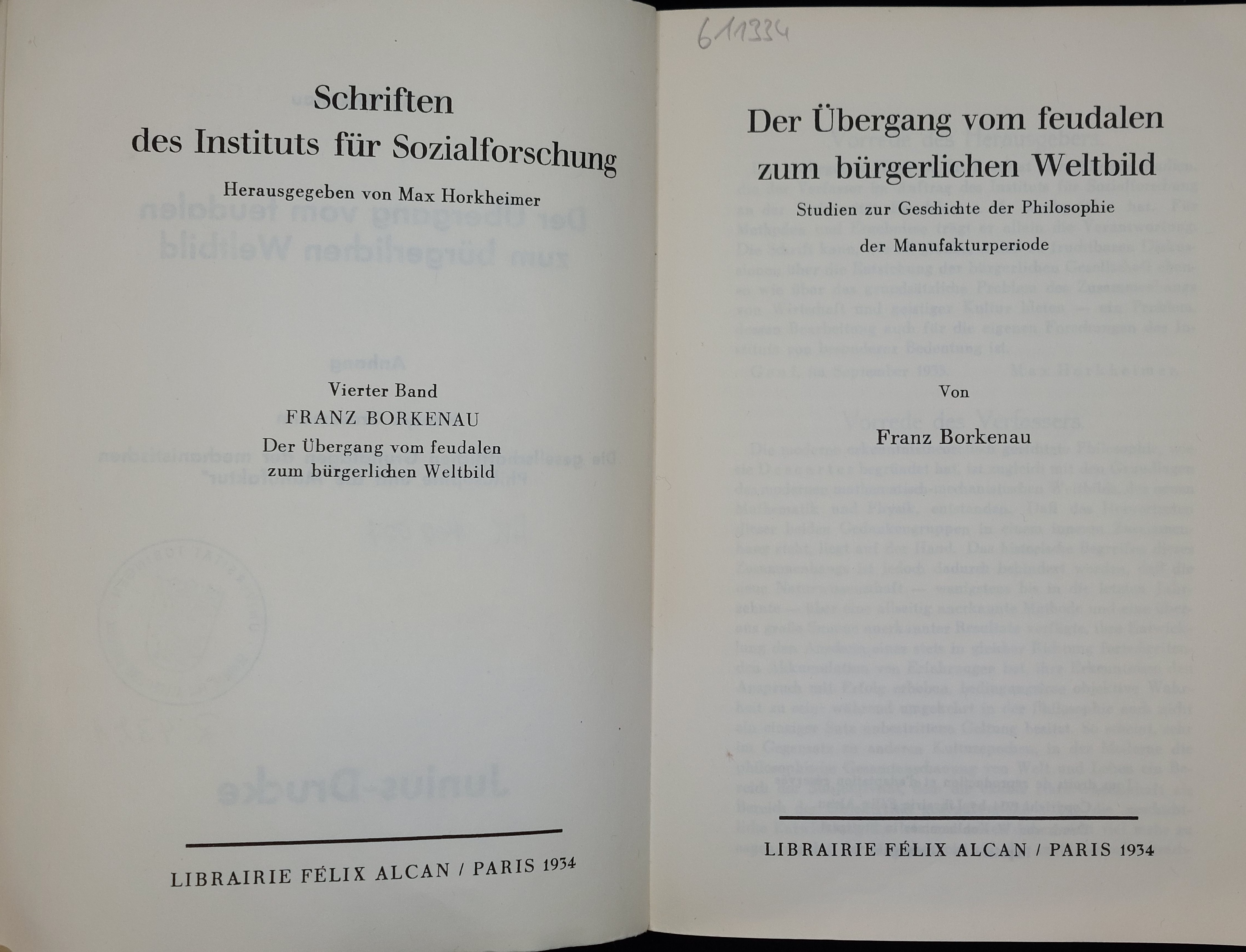
Schriften des Instituts für Sozialforschung, Band 4, Paris: Alcan, 1934

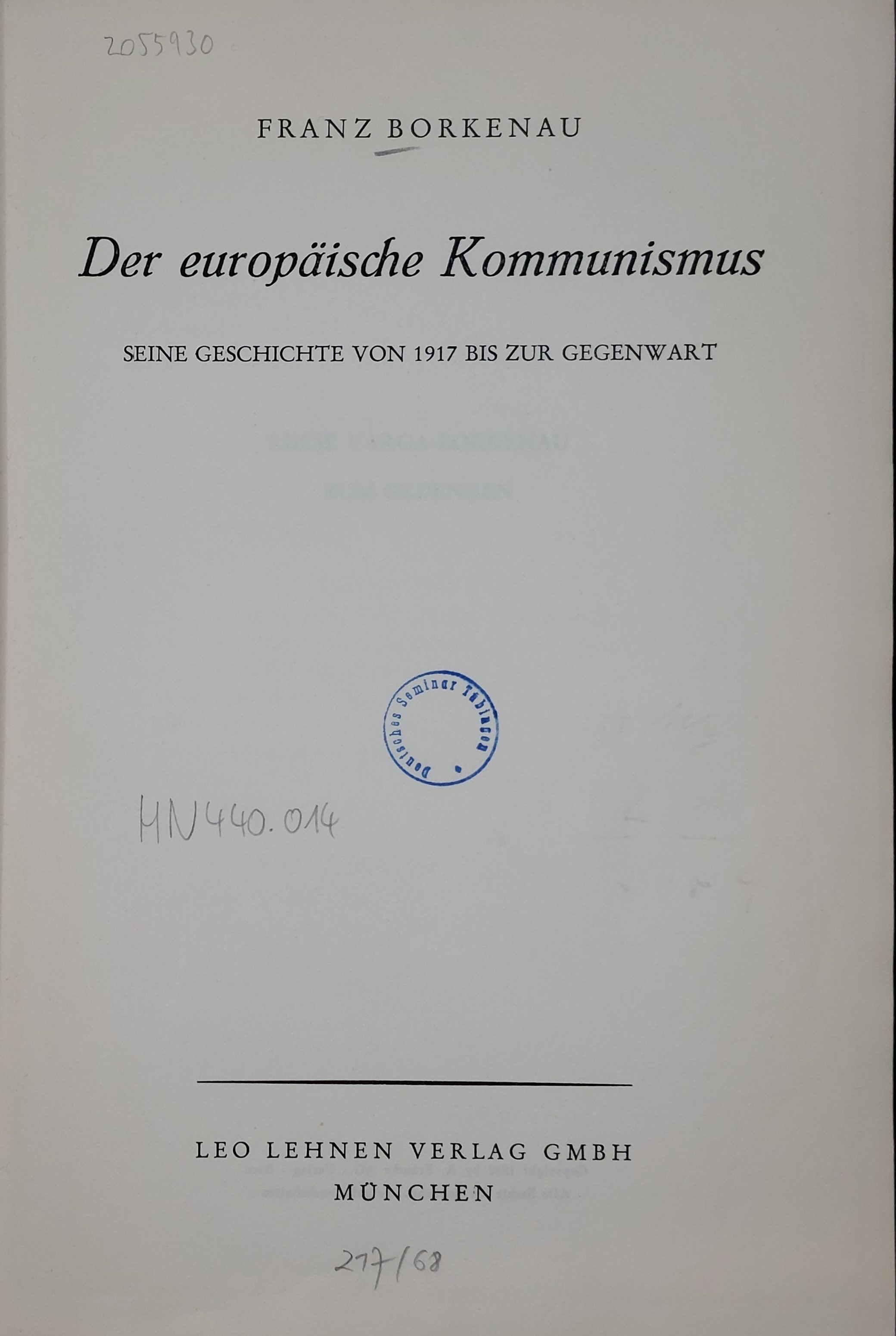
Der europäische Kommunismus (1952)

- Der Übergang vom feudalen zum bürgerlichen Weltbild. Paris 1934 (Neudruck: Wissenschaftl. Buchgemeinschaft, Darmstadt 1971).
- Pareto. Wiley, London 1936.
- unter dem Pseudonym Fritz Jungmann: Autorität und Sexualmoral in der freien bürgerlichen Jugendbewegung. In: Max Horkheimer et al. (Hrsg.): Studien über Autorität und Familie. Forschungsberichte aus dem Institut für Sozialforschung. Paris 1936, S. 669–705 (Schriften des Instituts für Sozialforschung, Band 5) (Neudruck Lüneburg 1987).
- The Spanish Cockpit. An Eye-Witness Account of the Political and Social Conflicts of the Spanish Civil War. Faber and Faber, London 1937 (Neudruck Ann Arbor 1963, deutsche Ausgabe: Kampfplatz Spanien. Politische und soziale Konflikte im Spanischen Bürgerkrieg. Ein Augenzeugenbericht. Klett-Cotta, Stuttgart 1986, ISBN 3-608-93088-4).
- The Communist International. Faber and Faber, London 1937 (Neudruck World Communism: A History of the Communist International. Ann Arbor 1962).
- The Totalitarian Enemy. Faber and Faber, London 1940.
- Drei Abhandlungen zur deutschen Geschichte. Klostermann, Frankfurt am Main 1947.
- Nachwort zur deutschen Ausgabe, in: Ein Gott der keiner war. Richard Crossman (Hrsg.) mit Arthur Koestler, Ignazio Silone u. a., Europa Verlag, 1950, S. 289ff.
- Der europäische Kommunismus. Seine Geschichte von 1917 bis zur Gegenwart, Leo Lehnen Verlag, München 1952 (englische Ausgabe: European Communism, New York: Harper, 1953).
- Der russische Bürgerkrieg 1918–1921. Von Brest-Litowsk zur NEP, Grunewald-Verlag, Berlin 1954.
- Karl Marx. Auswahl u. Einleitung von Franz Borkenau. Fischer Verlag, Frankfurt a. M. 1956, 273.–277. Tsd. 1977, ISBN 978-3-436-00123-0.
- Ende und Anfang: Von den Generationen der Hochkulturen und von der Entstehung des Abendlandes. Hrsg. und eingeführt von Richard Löwenthal, Klett-Cotta, Stuttgart 1995, ISBN 3-608-93032-9 (zuerst 1984).